# Tanacetum ulutavicum
Tanacetum ulutavicum — вид рослин з роду пижмо (Tanacetum) й родини айстрових (Asteraceae).

## Опис
Напівкущик рідко волосистий, 12–25 см заввишки. Прикореневі листки до 8 см, на довгих ніжках, перисторозділені, широколінійні; сегменти перисточасточкові, часточки загострені. Квіткові голови в нещільному щитку. Язичкові квітки жовті.

## Середовище проживання
Ендемік Казахстану. Населяє кам'янисті місцевості.